# Ergavia
Ergavia là một chi bướm đêm thuộc họ Geometridae.